# 輦道二
天琴座η，又名BD+38 3490，HD 180163、SAO 68010、HR 7298，是天琴座的一颗恒星，视星等为4.39，位于銀經70.62，銀緯12.75，其B1900.0坐标为赤經19h 10m 21.2s，赤緯+38° 12.75′ 26″。